# Сладчанка (Шатровський район)
Сладча́нка (рос. Сладчанка) — присілок у складі Шатровського району Курганської області, Росія. Входить до складу Спицинської сільської ради.
Населення — 156 осіб (2010, 216 у 2002).
Національний склад станом на 2002 рік: росіяни — 94 %.